# David Davis Walker

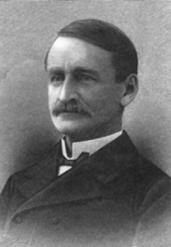
David Davis Walker

David Davis Walker (* 19. Januar 1840 in Bloomington (Illinois); † 4. Oktober 1918 in Kennebunkport) war ein US-amerikanischer Unternehmer.
Walker war Mitgründer der Ely & Walker Dry Goods Company im Jahre 1878 in St. Louis. Das Unternehmen war zeitweise der zweitgrößte Kurzwarenproduzent in den USA.
Er war der Ururgroßvater von George W. Bush.